# Eugenià
Eugenià (en llatí Eugenianus, en grec antic Εὐγενιανός) era un metge romà de la segona meitat del segle ii, contemporani i probablement amic i deixeble de Galè, amb el coincidia quan tots dos es trobaven a Roma. A petició de Galè va seguir escrivint l'obra De Methodo Medendi, que havia abandonat. També a petició de Galè va escriure De Ordine Librorum Suorum.